# جنگل هدک
جنگل هدک نام جنگلی در روستای هدک، ۲۵ کیلومتری شمال بردسکن، استان خراسان رضوی است که در دره‌ای به سمت شمال روستای هدک قرار گرفته است.